# Kirkkokatu (Oulu)
Pour les articles homonymes, voir Kirkkokatu (homonymie).
Kirkkokatu est une des rues principales du centre-ville d'Oulu en Finlande. 

## Présentation
La rue commence à proximité de l'école de Myllytulli et du parc Åströminpuisto, et elle continue à travers les quartiers de Pokkinen et de Vanhatulli puis elle longe la frontière des quartiers de Hollihaka et Leveri et se termine dans la rue Tarkka-ampujankatu.
Avec Isokatu, Kirkkokatu est l'une des principales rues commerçantes du centre-ville d'Oulu. La section comprise entre Pakkahuoneenkatu et Saaristonkatu fait partie de la zone piétonne Rotuaari. 
En bordure de Kirkkokatu, se trouvent la cathédrale d'Oulu et l'hôtel de ville d'Oulu, la maison Weckman, la maison de Pallas, le parc Franzén, le parc Snellman, parc Mannerheim, le Parc Heinätori et le parc Kyösti Kallio.
Kirkkokatu est un axe majeur pour la circulation douce. Il est de moindre importance pour le transport en voiture et n'a pas de transport en commun.

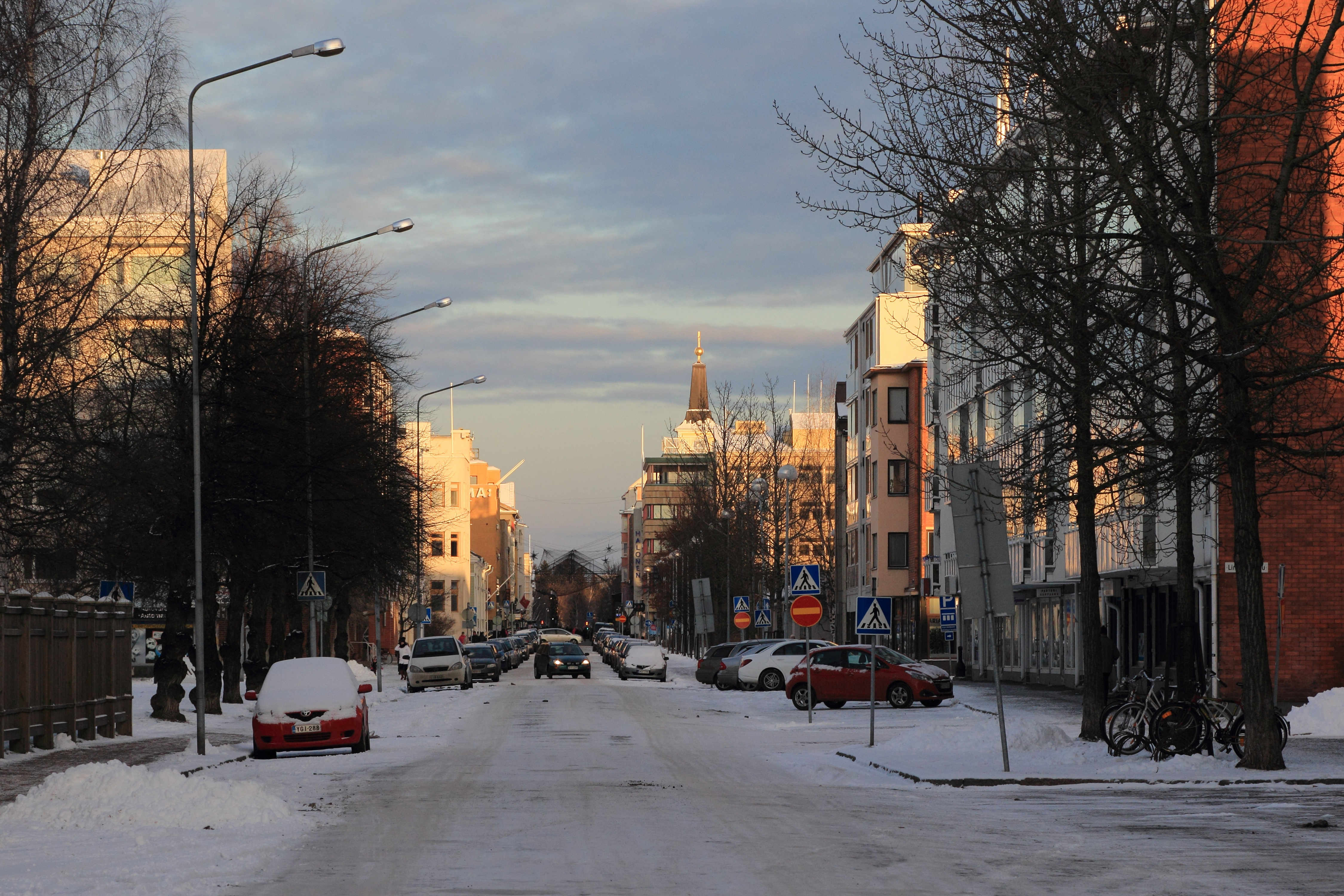
Kirkkokatu.

## Galerie

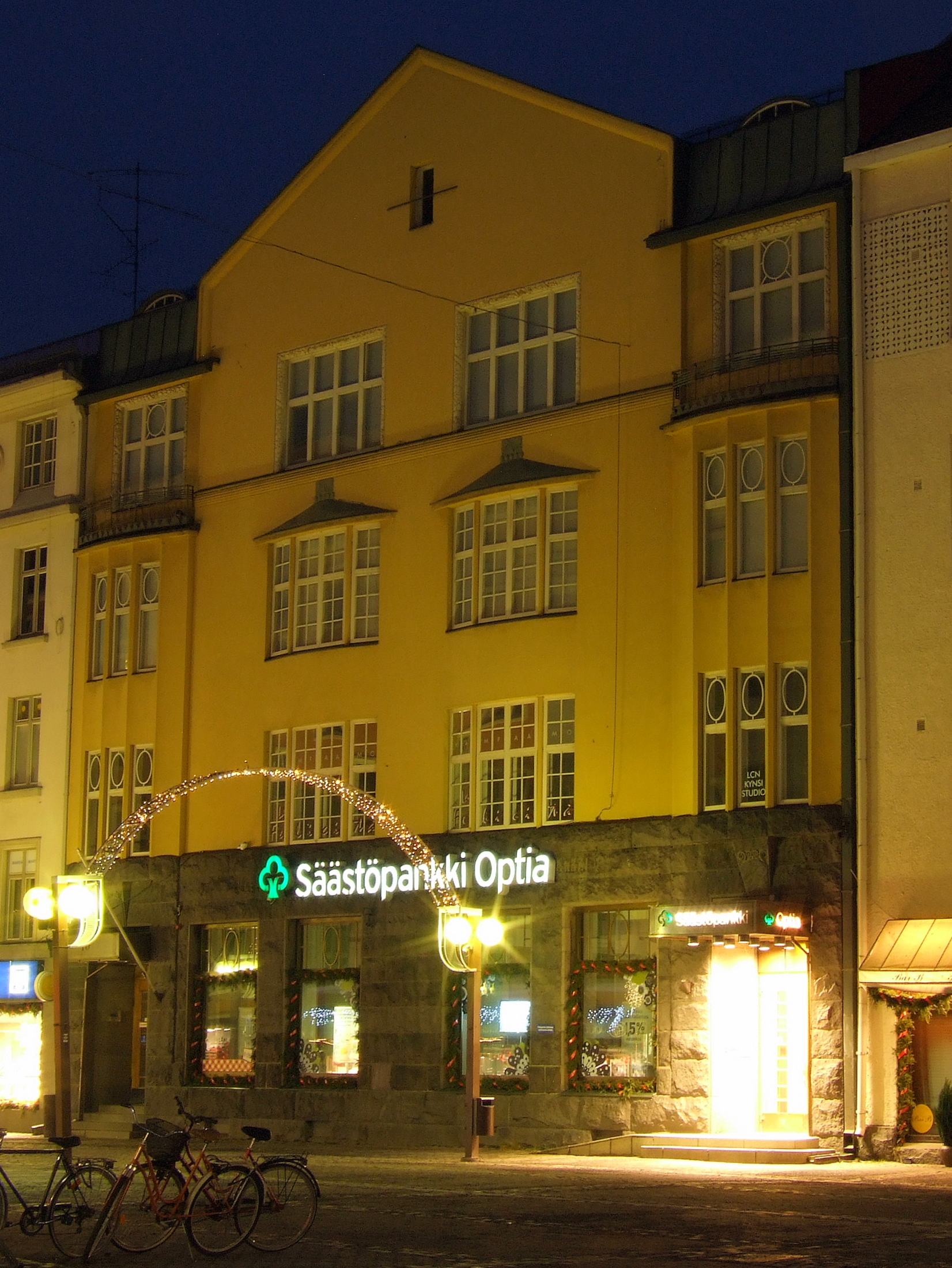
Kirkkokatu 10.
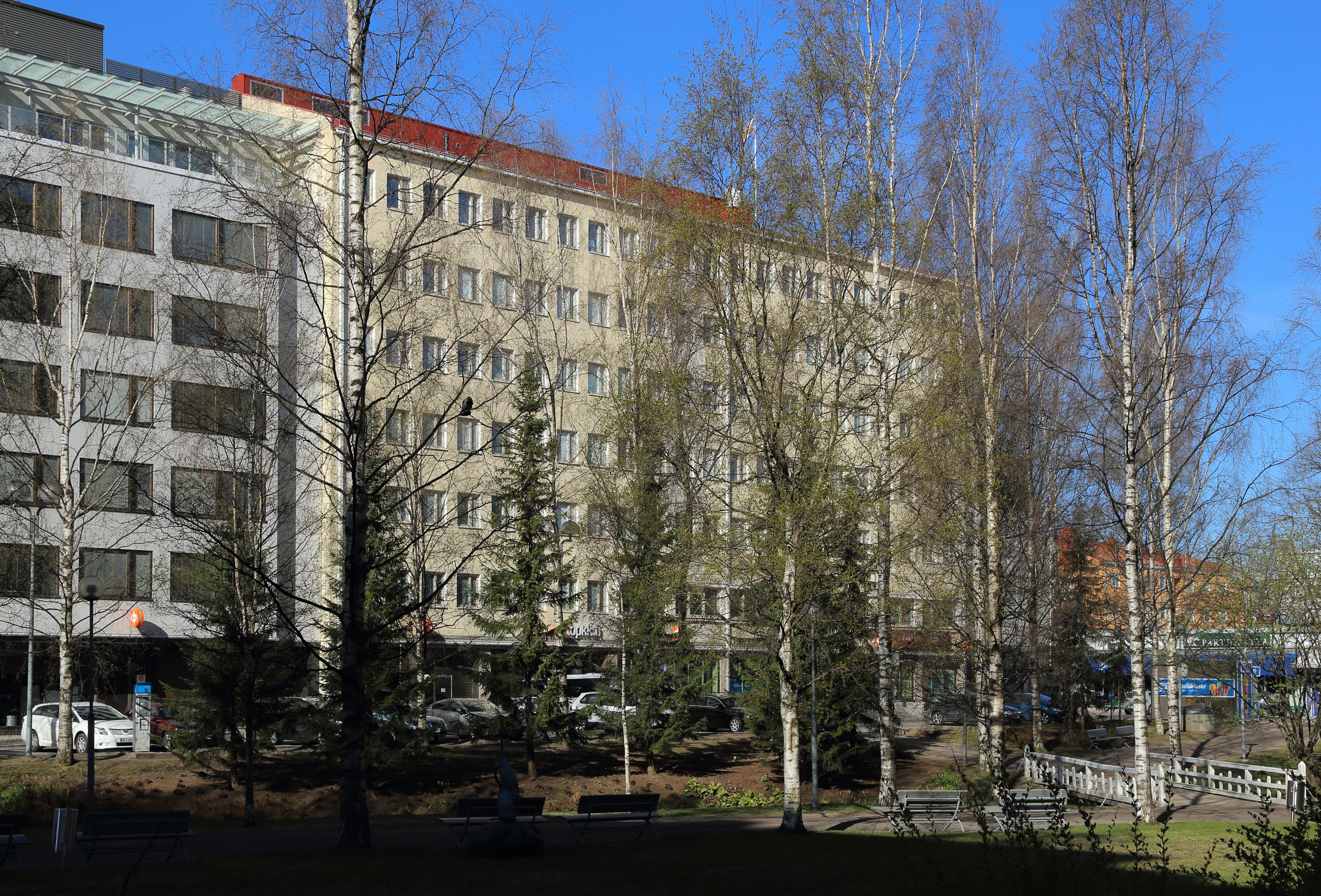
Kirkkokatu 11.
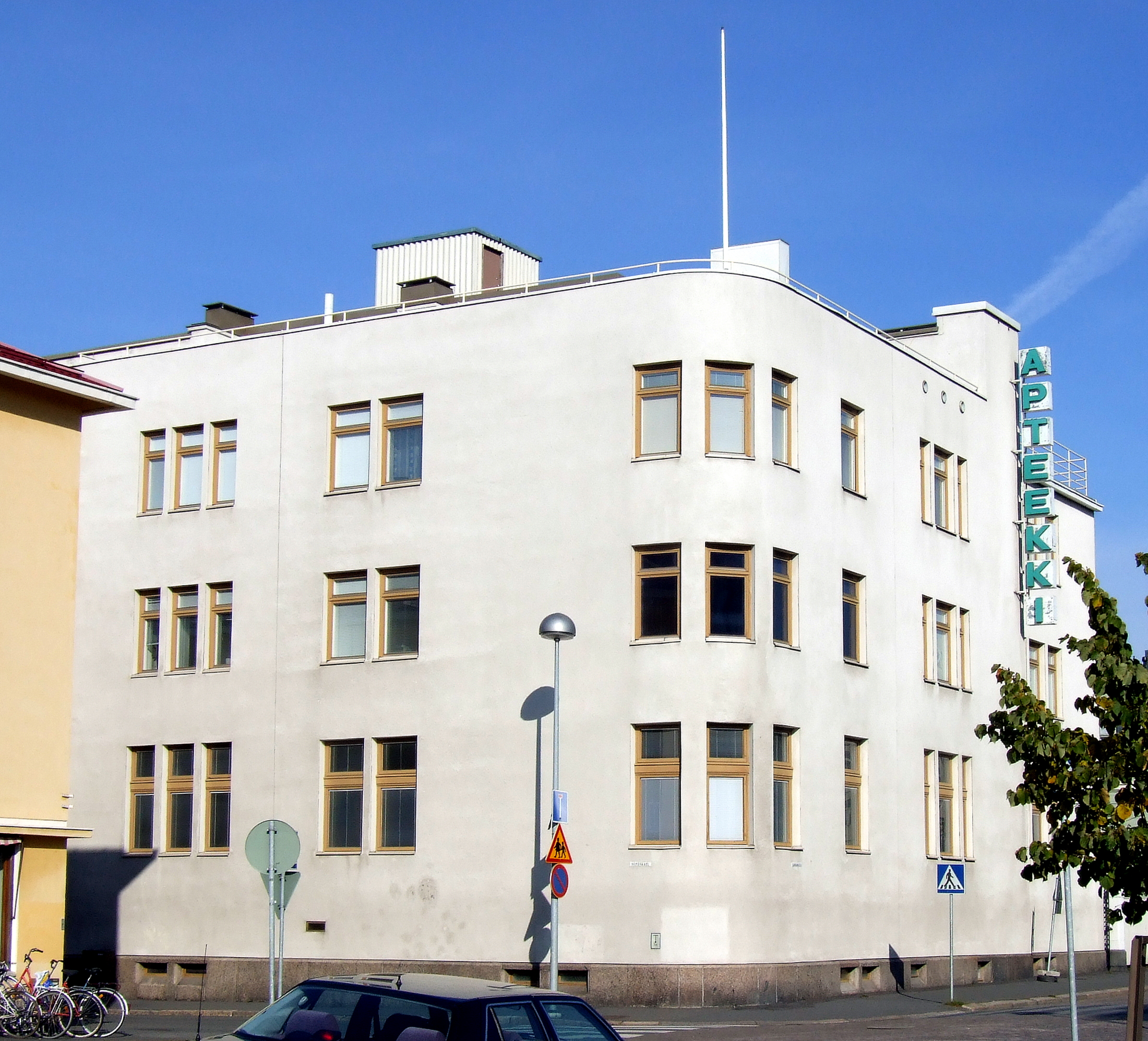
Maison Weckman Kirkkokatu 26.
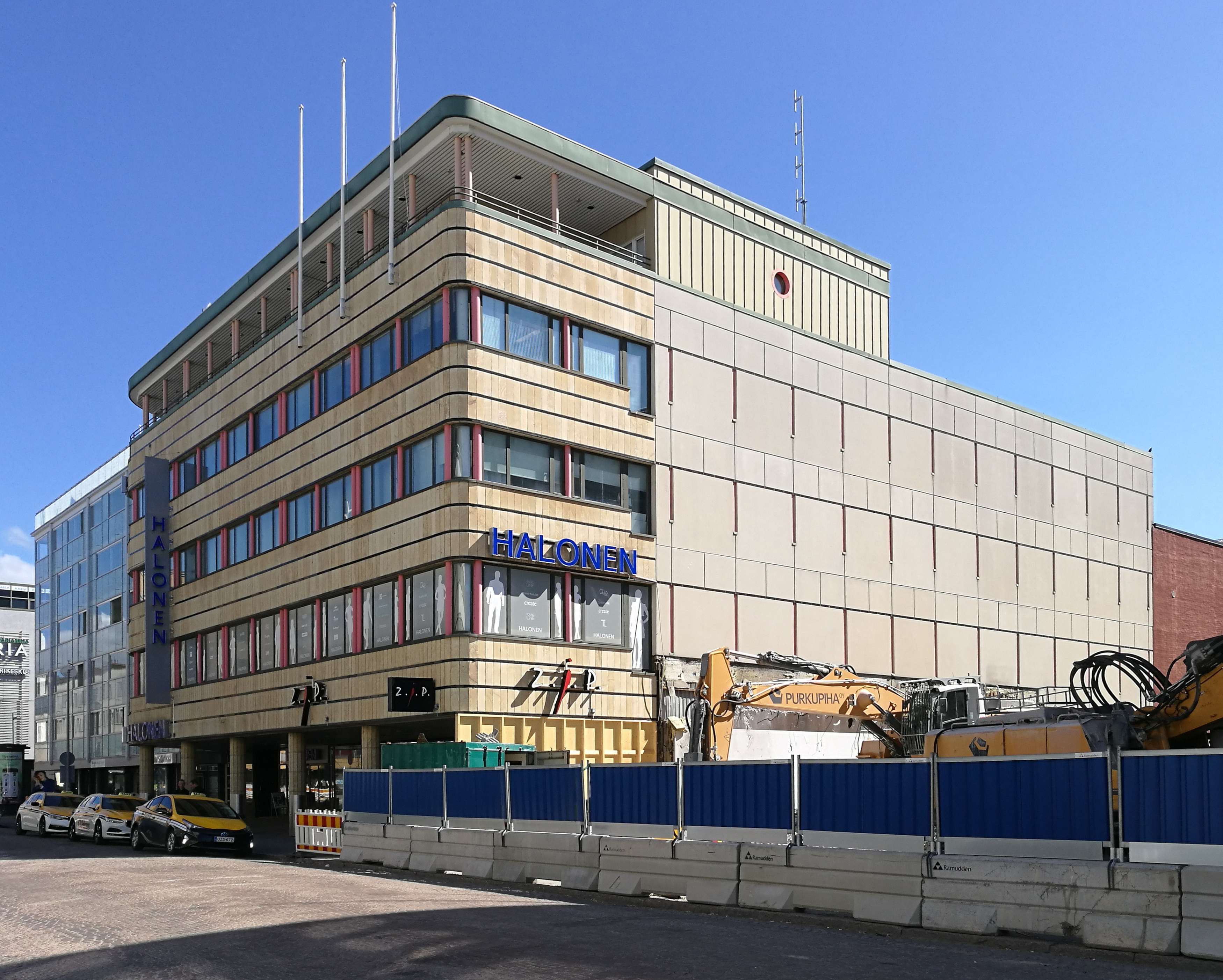
Kirkkokatu 31.
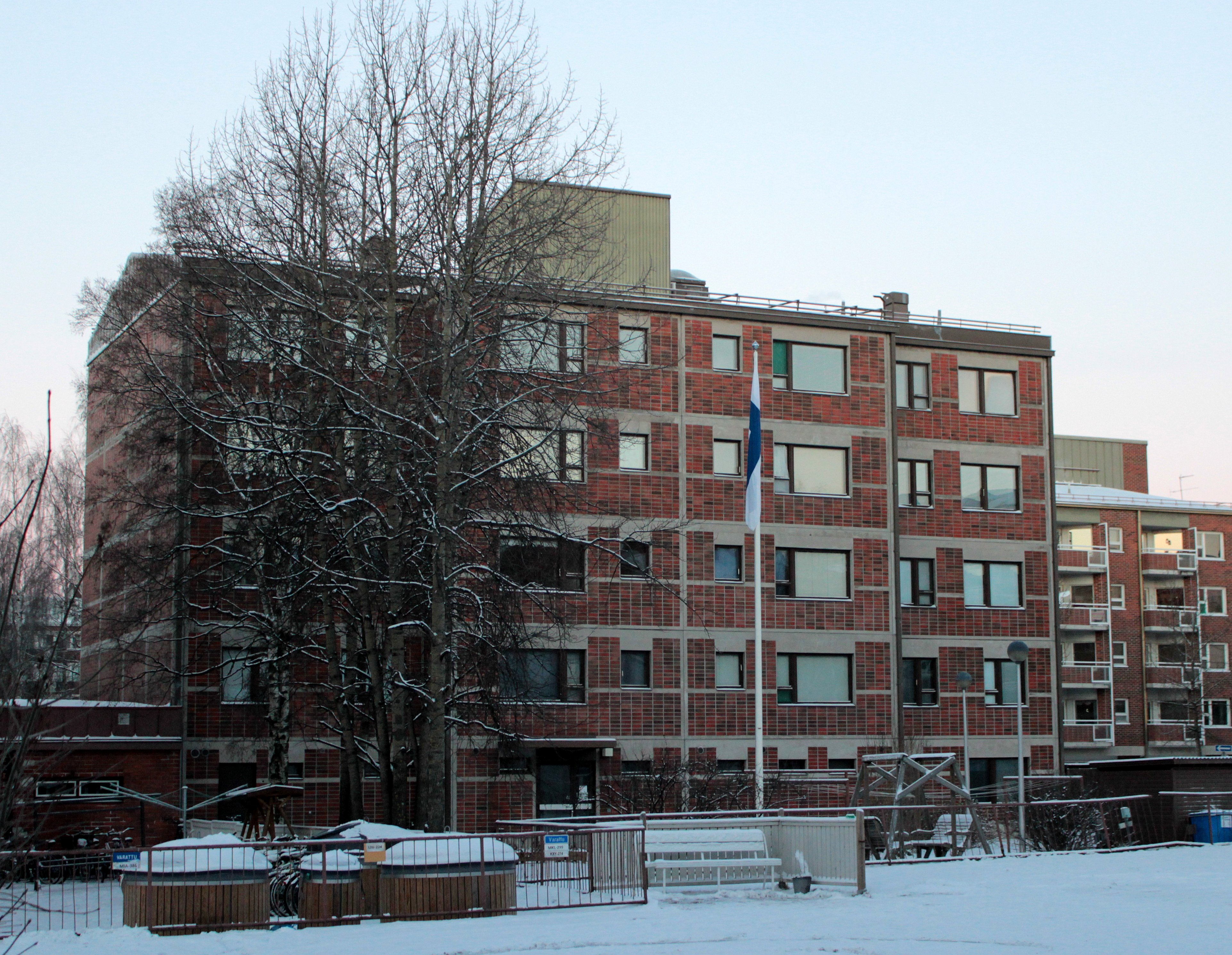
Kirkkokatu 49.